# Umaga Valles
Le Umaga Valles sono una struttura geologica della superficie di Venere.